# Conductividad térmica
La conductividad térmica es una propiedad física de los materiales que mide la capacidad de conducción de calor. En otras palabras, la conductividad térmica es también la capacidad de una sustancia para transferir la energía cinética de sus moléculas a otras adyacentes o a sustancias con las que está en contacto. En los sólidos metálicos, el calor al igual que la electricidad, es conducido por los electrones libres que se mueven en la red estructural del metal. En todos los sólidos, incluso en los metálicos, el calor se conduce mediante la transmisión de energía vibratoria de los átomos adyacente. Los sólidos no metálicos son aislantes por su baja conductividad térmica. En el Sistema Internacional de Unidades, la conductividad térmica se mide en W/(m·K) (equivalente a J/(m·s·K))
La conductividad térmica (a menudo representada como k, λ, o κ) es la capacidad intrínseca de un material para conducir calor. Es uno de los tres métodos de transferencia de calor, siendo los otros dos: convección y radiación. Los procesos de transferencia de calor pueden cuantificarse en términos de las ecuaciones de velocidad correspondientes. La ecuación de velocidad en este modo de transferencia de calor está basada en la ley de Fourier de conducción de temperaturas altas.
La conductividad térmica es una magnitud intensiva porque no depende de la masa y al dividir la porción de materia en pequeños pedazos sus propiedades no son aditivas. Su magnitud inversa es la resistividad térmica, que es la capacidad de los materiales para oponerse al paso del calor. Para un material isótropo (sus propiedades no cambian con la dirección) la conductividad térmica es un escalar:

{\displaystyle \kappa ={\frac {\dot {q}}{|\nabla T|}}}

donde:
{\displaystyle {\dot {q}}}, es el flujo de calor (por unidad de tiempo y unidad de área). Es un campo escalar por lo que las ecuaciones de variación de temperatura no son tan complejas.
{\displaystyle \nabla T}, es el gradiente de temperatura.
Una conductividad térmica de 1 vatio por metro y kelvin indica que una cantidad de calor de un julio (J) se propaga a través de un material por conducción térmica: 
- en 1 s
- por una superficie de 1 m²
- por un espesor de 1 m que es la separación entre las dos capas.
- cuando la diferencia de temperaturas entre las dos caras es de 1 K.

Cuanto mayor sea su conductividad térmica, un material será mejor conductor del calor. Cuanto menor sea, el material será más aislante. Por ejemplo, el cobre tiene una conductividad de 385 vatios por kelvin y metro, y es más de 10 000 veces mejor conductor del calor que el poliuretano (0,035 vatios por kelvin y metro).

## Analogías con los demás fenómenos de transporte
Así como la viscosidad en el transporte de cantidad de movimiento indica el grado de resistencia entre el movimiento de las capas de fluido; la difusividad en el transporte de masa indica el grado de resistencia al movimiento molecular de sustancias en una determinada; la conductividad térmica indica la resistencia a la transferencia de calor entre dos capas a diferentes temperaturas.

## Origen molecular de la conductividad
Cuando se calienta la materia la energía cinética promedio de sus moléculas aumenta. La conducción de calor molecular se describe a partir de la ley de Fourier y la conducción de calor macroscópica se describe sin tener en cuenta los fenómenos a nivel molecular más bien por un balance de energía. Por tanto la conducción térmica difiere de la convección térmica en el hecho de que en la primera no existen movimientos macroscópicos de materia, que sí ocurren en el segundo fenómeno. Todos los sólidos y los fluidos con flujo laminar tienen la posibilidad de transferir calor mediante conducción térmica, mientras que la convección térmica en general solo resulta posible en fluidos con flujo turbulento. La conducción cambia dependiendo de si son gases, líquidos o sólidos. Si son gases, las moléculas poseen un movimiento desordenado y continuo y chocan entre sí intercambiando energía y momento lineal. Si una molécula se desplaza desde una zona de mayor temperatura a otra de menor temperatura, lo hace en línea recta y transfiere la energía cinética a estas otras que poseen menor energía cinética. Esta transferencia es mayor cuando las moléculas son pequeñas como las de hidrógeno, si la transferencia se midiese mediante la velocidad de transferencia de calor. La conductividad térmica aumenta aproximadamente según la raíz cuadrada de la temperatura absoluta y es independiente de la presión a bajas atmósferas (menor a 10 atm). Cuando la presión es muy baja vacío entonces la conductividad tiende a cero porque las moléculas cesan el movimiento que les permite la transferencia. Para líquidos, las moléculas están más juntas entre sí y los campos de fuerzas intermoleculares son mayores por lo que la teoría cinética ya no es aplicable. Por este motivo, se obtuvieron correlaciones mediante modelos que se ajustaron a datos experimentales mediante métodos semi-empíricos. La conductividad térmica varía de manera moderada con la temperatura, es decir que puede expresarse de manera lineal: K=a+bT donde a y b son constantes empíricas. "a" es la conductividad térmica a una temperatura de referencia y "b" es el coeficiente de conductividad térmica que contempla la variación de la conductividad con respecto a la conductividad a la temperatura de referencia. Si la variación con la temperatura es pequeña entonces se puede considerar constante en ese rango de temperatura. Esto ocurre también para la densidad y el calor específico. Las conductividades térmicas de los líquidos son independientes de la presión. Para alimentos que son mezclas de sustancias simples, las propiedades de mezcla son una ponderación de las propiedades de las sustancias simples, en esta sección no se discute esto. Para los sólidos metálicos y no metálicos ya se comentó en el principio.

## Conductividades térmicas de los materiales
La conductividad térmica es una propiedad de los materiales que valora la capacidad de transmitir el calor a través de ellos. Es elevada en metales y en general en cuerpos continuos, es baja en polímeros, y muy baja en algunos materiales especiales como la fibra de vidrio. Para que exista conducción térmica hace falta una sustancia, de ahí que es nula en el vacío ideal, y muy baja en ambientes donde se ha practicado un vacío bajo. Difiere de la radiación, en que se necesita un medio para la transferencia de energía.
El coeficiente de conductividad térmica (κ) caracteriza la energía capaz de transportar por unidad de tiempo, unidad de longitud de separación entre las capas y la unidad de variación de temperatura entre las capas. Es una propiedad intrínseca de cada material que varía en función de la temperatura a la que se efectúa la medida, por lo que suelen hacerse las mediciones a 300 K para poder comparar unos elementos con otros porque a esa temperatura es más fácil realizar las mediciones. Si hay más de un componente en la mezcla como por ejemplo, un muro de ladrillo con juntas de mortero, se obtiene en laboratorio un λ útil, media ponderada de los coeficientes de cada material. Esto no significa que sea heterogéneo.

## Tabla de conductividades térmicas
La conductividad térmica depende de la temperatura local, la presión local, la diferencia de temperatura, la diferencia de presiones, la naturaleza de la sustancia, la geometría y el área de la superficie. 
| Material | κ       | Material             | κ         | Material | κ           |
| -------- | ------- | -------------------- | --------- | -------- | ----------- |
| Acero    | 47-58   | Corcho               | 0,03-0,04 | Mercurio | 8.34        |
| Agua     | 0,58    | Estaño               | 64,0      | Mica     | 0,35        |
| Aire     | 0,02    | Fibra de vidrio      | 0,03-0,07 | Níquel   | 52,3        |
| Alcohol  | 0,16    | Glicerina            | 0,29      | Oro      | 308,2       |
| Alpaca   | 29,1    | Hierro               | 80,2      | Parafina | 0,21        |
| Aluminio | 237     | Ladrillo             | 0,80      | Plata    | 406,1-418,7 |
| Amianto  | 0,04    | Ladrillo refractario | 0,47-1,05 | Plomo    | 35,0        |
| Bronce   | 116-186 | Latón                | 81-116    | Vidrio   | 0,6-1,0     |
| Zinc     | 106-140 | Litio                | 78,38     | Cobre    | 372,1-385,2 |
| Madera   | 0,13    | Tierra húmeda        | 0,8       | Diamante | 2300        |
| Titanio  | 21,9    |                      |           |          |             |

En algunos procesos industriales se busca maximizar la conducción de calor, bien utilizando materiales de alta conductividad, bien configuraciones con una gran área de contacto, o ambas cosas. Ejemplos de esto son los disipadores y los intercambiadores de calor. En otros casos el efecto buscado es justo el contrario, y se desea minimizar el efecto de la conducción, para lo que se emplean materiales de baja conductividad térmica, vacíos intermedios (ver termo), y se disponen en configuraciones con poca área de contacto.

## Factores que influyen en la conductividad térmica

### Temperatura
El efecto de la temperatura en la conductividad térmica es diferente para metales y para no metales. En metales la conductividad es primariamente debido a electrones libres. De acuerdo con la ley Wiedemann-Franz la conductividad térmica de los metales es aproximadamente proporcional al producto de la temperatura absoluta multiplicada por la conductividad eléctrica. En metales puros, la resistividad eléctrica frecuentemente se incrementa de manera proporcional a la temperatura, y por tanto la conductividad térmica permanece aproximadamente constante. En aleaciones, el cambio de conductividad eléctrica es usualmente menor y por tanto la conductividad térmica se incrementa con la temperatura, frecuentemente de manera proporcional.
Por otro lado, la conductividad en los no metales se debe fundamentalmente a las vibraciones de la red (ver intercambio de fonones). Excepto para cristales de calidad alta a bajas temperaturas, el camino libre medio de un fonón no se reduce de manera significativa para altas temperaturas. Por tanto la conductividad de los no metales es aproximadamente constante. Así la conductividad térmica es baja siempre y cuando la temperatura no sea demasiado baja. A bajas temperaturas por debajo de la temperatura de Debye la conductividad decrece justo como lo hace la capacidad calorífica. Con la forma matemática de conductividad en función de la temperatura, mediante el teorema del valor medio, se obtiene un valor promedio bajo la premisa de que la razón de transferencia de calor a través de un medio con conductividad térmica promedio es igual a la razón de transferencia a través del mismo medio con conductividad variable. A través de esta ecuación, se demuestra que la conductividad térmica promedio es igual al valor de la conductividad térmica en la temperatura promedio. El gradiente de temperatura con respecto a la posición es función de b. Si b es mayor a cero, entonces va en descenso. Si b es menor a cero, entonces va en aumento. Si b es igual a cero, entonces es constante.

### Cambios de fase del material
Cuando un material sufre cambios de fase de sólido a líquido o de líquido a gas, la conductividad térmica puede cambiar. Como resultado la conductividad del agua es 0.58 W/(m·K) y cuando se congela es 1.6 W/m·K) a una atmósfera de presión.

### Estructura del material
Las substancias cristalinas puras pueden exhibir diferentes conductividades térmicas en diferentes direcciones del cristal, debido a diferencias en la dispersión de fonones según diferentes direcciones en la red cristalina. El zafiro es un ejemplo notable de conductividad térmica según la dirección, con una conductividad de 35 W/(m·K) a lo largo del eje-c, y 32 W/(m·K) a lo largo del eje a.

### Conductividad eléctrica
En metales, la conductividad térmica, varía muy a la par con la conductividad eléctrica de acuerdo con la ley de Wiedemann-Franz ya que los electrones de valencia que se mueve libremente transportan no solo corriente eléctrica sino también energía calórica. Sin embargo, la correlación general entre conductancia eléctrica y térmica no se mantiene para otros materiales, debido a la importancia de la transmisión por fotones en no metales.

### Convección

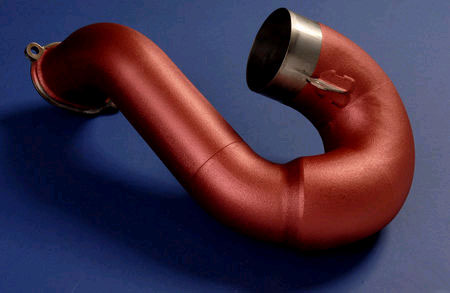
En sistemas de gases de escape se utilizan recubrimientos cerámicos con baja conductividad térmica para prevenir que el calor alcance componentes sensibles

El aire y otros gases generalmente son buenos aislantes, en la ausencia de convección, por lo tanto, muchos materiales aislantes funcionan simplemente bajo el principio de que un gran número de huecos llenos de gas prevendrán la convección a gran escala. Ejemplos de esto incluyen el poliestireno expandido y extruido (popularmente conocido como "styrofoam") y el aerogel de sílice. Aislantes naturales y biológicos como el pelaje y las plumas alcanzan efectos similares inhibiendo dramáticamente la convección del aire o el agua cerca de la piel del animal.
Los gases ligeros, como el hidrógeno y el helio típicamente tienen alta conductividad térmica. Gases densos como el xenón y el diclorodifluorometano tienen baja conductividad térmica. Una excepción, el hexafluoruro de azufre que se utiliza en interruptores de potencia en subestaciones eléctricas, un gas denso, tiene una conductiviad térmica relativamente alta debido a su capacidad calorífica. El argón, un gas más denso que el aire, muchas veces se usa como aislante de cristales (en ventanas de cristal doble) para mejorar sus características aislantes al igual que en el interior de bombillas eléctricas.

## Conductividad térmica de los elementos químicos
Conductividad térmica de los elementos a 27 °C en (W·m−1·K−1): 
| H       |         |         |         |         |         |         |         |         |         |         |         |         |         |         |         |      | He |
| Li 84,7 | Be 200  |         |         |         |         |         |         |         |         |         |         | B       | C       | N       | O       | F    | Ne |
| Na 141  | Mg 156  |         |         |         |         |         |         |         |         |         |         | Al 237  | Si 148  | P       | S       | Cl   | Ar |
| K 102,4 | Ca 200  | Sc 15,8 | Ti 21,9 | V 30,7  | Cr 93,7 | Mn 7,82 | Fe 80,2 | Co 100  | Ni 90,7 | Cu 401  | Zn 116  | Ga 40,6 | Ge 59,9 | As 50   | Se      | Br   | Kr |
| Rb 58,2 | Sr 35,3 | Y 17,2  | Zr 22,7 | Nb 53,7 | Mo 138  | Tc 50,6 | Ru 117  | Rh 150  | Pd 71,8 | Ag 429  | Cd 96,8 | In 81,6 | Sn 66,6 | Sb 24,3 | Te      | I 45 | Xe |
| Cs 35,9 | Ba 18,4 | *       | Hf 23   | Ta 57,5 | W 174   | Re 47,9 | Os 87,6 | Ir 147  | Pt 71,6 | Au 317  | Hg 8,34 | Tl 46,1 | Pb 35,3 | Bi 7,87 | Po 20   | At   | Rn |
| Fr      | Ra      | **      | Rf      | Db      | Sg      | Bh      | Hs      | Mt      | Ds      | Rg      | Cn      | Nh      | Fl      | Mc      | Lv      | Ts   | Og |
| *       | La 13,4 | Ce 11,3 | Pr 12,5 | Nd 16,5 | Pm 15   | Sm 13,3 | Eu 13,9 | Gd 10,5 | Tb 11,1 | Dy 10,7 | Ho 16,2 | Er 14,5 | Tm 16,9 | Yb 38,5 | Lu 16,4 |      |    |
| **      | Ac      | Th 54   | Pa      | U 27,6  | Np 6,3  | Pu 6,74 | Am      | Cm      | Bk      | Cf      | Es      | Fm      | Md      | No      | Lr      |      |    |

## Cálculo de la conductividad calorífica para gases
Del mismo modo que con viscosidad, existen gráficas que muestran la variación de la propiedad con la presión y temperatura. Hay dos gráficas, en una se estima la conductividad calorífica crítica y en otra se utiliza la conductividad calorífica estándar (a presión de 1 atm y a la temperatura de referencia) como valores de referencia. Se basan en el principio de los estados correspondientes. La gráfica de conductividades críticas consiste en calcular la conductividad térmica reducida que es el cociente entre la conductividad térmica crítica y la conductividad térmica a una determinada presión y temperatura. La propiedad reducida se encuentra en función de la temperatura y presión relativas. La temperatura y presión relativas son los cocientes entre las magnitudes de las propiedades y las magnitudes críticas. Sirve para gases monoatómicos y da valores aproximados para gases poliatómicos.
De la gráfica de conductividades críticas se observa que para bajas presiones, la conductividad tiende a ser una función de T. Se vuelve independiente de la presión a 1 atm de presión. La conductividad calorífica aumenta con la temperatura cuando se trata de gases de baja densidad y la conductividad calorífica disminuye con el aumento de la temperatura cuando se trata de líquidos. En la región líquida, la correlación es aún menos satisfactoria y se observan máximos de la curva K frente a T para sustancias polares como el agua.
La determinación de la conductividad térmica crítica se realiza de dos maneras:
a) si se conoce la conductividad térmica a una determinada temperatura y presión, a ser posible en unas condiciones próximas a las que se desea la conductividad térmica, se lee la conductividad relativa de la gráfica y se calcula la conductividad calorífica crítica.
b) se puede estimar mediante una correlación para gases a baja densidad y determinar la conductividad relativa gráficamente, para luego calcular la conductividad térmica crítica.
La gráfica de conductividades estándar utiliza la predicción de la conductividad estándar que es la conductividad a la presión atmosférica y a la temperatura de referencia. Luego con los datos de presión y temperatura relativos se marca en la gráfica la conductividad calorífica relativa y se calcula la conductividad calorífica crítica.
La conductividad calorífica para mezclas gaseosas se estima por métodos pseudocríticos. Si se poseen los valores experimentales se utiliza la forma de la ecuación de Wilke-Chang. Estos datos provendrán de la correlación para gases a baja densidad en caso de tratarse de mezclas a baja densidad. La correlación se deduce de la teoría de la conductividad calorífica de los gases a baja densidad. En caso de trabajar con mayores presiones hay que aplicar un factor de corrección así como la fugacidad para corregir la presión real a la que se somete un gas. La fugacidad es un factor de corrección que contempla la variación de la presión debido a las fuerzas intermoleculares. La falta de correlaciones para estimar la conductividad calorífica de mezclas de gases a altas presiones impide el desarrollo de los factores de corrección.
Para líquidos se utiliza la correlación que surge de la teoría de la conductividad calorífica para líquidos. La correlación es la ecuación de Bridgman y se basa en que las moléculas están encerradas en "jaulas" limitadas por las moléculas más próximas, la velocidad del sonido es la velocidad promedio de las moléculas y parte de los resultados para la teoría cinética de las esferas rígidas.
Para sólidos, las conductividades caloríficas han de determinarse experimentalmente. En el caso de sólidos porosos, la conductividad calorífica depende del tamaño de los poros, fracción de huecos y el líquido que circula por dentro de los poros. Para cristales, tiene importancias las fases y los tamaños de los cristales. En los sólidos amorfos ejerce gran importancia el grado de orientación molecular. En general, los metales son mejores conductores que los no metales del calor, y los materiales cristalinos conducen más fácilmente el calor que los amorfos. Los sólidos porosos secos son muy malos conductores del calor y por ello son aislantes térmicos. La conductividad de los metales disminuye con el aumento de la temperatura y la conductividad de los no metales aumenta con el aumento de la temperatura, mientras que las aleaciones presentan un comportamiento intermedio.
Para metales puros, se utiliza la ecuación de Wiedemann-Franz-Lorenz que predice que la conductividad térmica se relaciona con la temperatura absoluta y la conductividad eléctrica mediante el número de Lorentz, un número adimensional. Esta ecuación se basa en que los electrones libres son los principales portadores de calor en los metales puros. No es válida para no metales donde la baja concentración de electrones libres hace que la transmisión energética ocurra en baja proporción.